# FAM24B
FAM24B (англ. Family with sequence similarity 24 member B) – білок, який кодується однойменним геном, розташованим у людей на 10-й хромосомі. Довжина поліпептидного ланцюга білка становить 94 амінокислот, а молекулярна маса — 10 147.
| 10         |  | 20         |  | 30         |  | 40         |  | 50         |
| ---------- |  | ---------- |  | ---------- |  | ---------- |  | ---------- |
| MPVIAGGILA |  | ALLLLIVVVL |  | CLYFKIHNAL |  | KAAKEPEAVA |  | VKNHNPDKVW |
| WAKNSQAKTI |  | ATESCPALQC |  | CEGYRMCASF |  | DSLPPCCCDI |  | NEGL       |

A: Аланін

C: Цистеїн

D: Аспарагінова кислота

E: Глутамінова кислота

F: Фенілаланін

G: Гліцин

H: Гістидин

I: Ізолейцин

K: Лізин

L: Лейцин

M: Метіонін

N: Аспарагін

P: Пролін

Q: Глутамін

R: Аргінін

S: Серин

T: Треонін

V: Валін

W: Триптофан

Секретований назовні.